# Rouge (álbum)
Rouge é o álbum de estreia do girl group brasileiro de mesmo nome. Foi lançado em 19 de agosto de 2002 pela Columbia Records em parceria com a Sony. Gravado durante o programa Popstars e com a produção musical de Rick Bonadio, que assina 9 das 14 composições, o álbum conta com composições de Milton Guedes, Dudu Falcão, Piska, além de ter nove versões de canções internacionais e a participação do trio KLB em uma das faixas. O álbum mescla canções agitadas, originadas do pop e dance-pop e elementos proeminentes do R&B, do teen pop e do rock, em canções que falam sobre fama, amor, dominação e o poder dos sonhos.
Comercialmente, o disco obteve um desempenho exitoso, liderando a parada de álbuns mais vendidos do país – publicada pela revista IstoÉ Gente –, por nove semanas totais e conquistando duas certificações de platina emitidas pela Pro-Música Brasil (PMB), após exceder 500 mil exemplares comercializados. Ao todo, vendeu cerca de dois milhões de unidades e tornou-se o álbum de um grupo feminino mais vendido da história da música brasileira e um dos mais comprados de todos os tempos no território.
O álbum produziu três singles oficiais: "Não Dá pra Resistir", primeiro single lançado após a vitória do grupo no programa Popstars; "Ragatanga", canção que se tornou febre em 2002, impulsionando as vendas do álbum e a carreira do grupo, conquistando o público com sua letra e dança inusitadas e alcançando o topo das paradas por onze semanas, e "Beijo Molhado", single lançado nas rádios para finalizar a promoção do disco. Para promover o álbum, o grupo embarcou na Turnê Popstar, além de ter gravado o DVD O Sonho de Ser Uma Popstar e participado de diversos programas de televisão.

## Antecedentes
No dia 1 de março de 2002, foi anunciado que o SBT estava convocando meninas entre 18 e 25 anos, que tivessem aptidões para canto, dança e muita vontade de se tornar uma "popstar", título do programa-concurso, que contava com profissionais da indústria fonográfica que escolhiam as melhores candidatas em várias etapas, passando por um rigoroso processo de seleção, e que iriam formar um grupo de música pop. Para o programa Popstars, uma co-produção do SBT com a RGB em parceria com a Sony Music, foram recebidas 30 mil inscrições de meninas de 18 a 25 anos de todo o Brasil. Na primeira eliminatória, foram escolhidas 6 mil garotas, e uma segunda baixou esse número para 2 mil.
Popstars teve 20 capítulos exibidos sempre aos sábados no SBT, e durante a semana, um boletim de um minuto era exibido no mesmo horário da atração semanal, às 19h45. A Sony Music supervisionava o lançamento do álbum, videoclipe e shows das meninas. O corpo de jurados foi formado pelo produtor Liminha, o vice-presidente de marketing da Sony Music no Brasil, Alexandre Schiavo, o produtor Rick Bonadio, a cantora Iara Negrete e o coreógrafo Ivan Santos. Ao chegarem ao número de 20 candidatas, as meninas tiveram que aprender a canção de trabalho do grupo, intitulada "Não Dá Pra Resistir". As 20 candidatas também tiveram que se dividir em grupos para fazer uma apresentação da canção. No grupo "Barish Bashan" estavam Karin Hils e Fantine Thó, enquanto que no grupo "Ethnic" estavam Patrícia Lissa, Luciana Andrade e Aline Wirley. As primeiras integrantes do grupo foram Karin e Patrícia, sendo as primeiras a serem chamadas. Logo após, Fantine, Luciana e Aline também foram convocadas, formando assim o grupo "Rouge", nome escolhido pelas próprias integrantes, que dentre algumas opções dadas, acharam que além de ter cinco letras e também porque em francês significa vermelho, é cor associada à sensualidade [...] e é pop!".

## Gravação e canções
Em meio às eliminações e testes para continuar no programa, o primeiro álbum do grupo, que não tinha nome ainda, já estava sendo gravado. A canção "Nunca Deixa de Sonhar" foi gravada pelo trio KLB com o objetivo de mostrar que todos devem ir atrás de seus sonhos. Assim, Kiko contou que as garotas iriam gravar a canção com eles e que a música faria parte do primeiro disco do grupo. O álbum conta com quatorze faixas, sendo nove versões de músicas internacionais, e as outras cinco composições de Rick Bonadio, em parceria com outros compositores. Bonadio ressaltou a participação das Popstars nos arranjos vocais, dizendo: "Elas contribuíram muito, escolhendo quem ia cantar o quê".
Liminha foi a uma reunião com representantes da Sony de todo o mundo e comentou que precisava de repertório para um grupo que iria lançar no Brasil, recebendo da Espanha a canção "Asereje", cantada por um grupo chamado Las Ketchup. Então, Bonadio traduziu-a para o português, tornando-se "Ragatanga", canção que diz palavras sem nexo. "O segredo de uma boa versão é ter fidelidade à original, não tentar inventar", diz Bonadio.
Mas a música, no entanto, quase não entrou no disco. "A lista de canções já estava pronta quando ouvi falar de ‘Ragatanga’, disse Schiavo. O refrão da canção, "Aserehe ra de re De hebe tu de hebere seibiunouba mahabi" não quer dizer nada. Na explicação de Schiavo, é aquela embromação que as pessoas que não sabem inglês costumam cantar. "Coisa que as adolescentes do Las Ketchup inventaram", conta. A versão brasileira tem um misto de espanhol e português. A canção "Não Dá Pra Resistir" é uma versão de Milton Guedes para a música "Irresistible" de Frederik Thomander e cantada por Nikki Cleary. O álbum ainda traz outras baladas românticas repletas de letras falando de paixões juvenis.

## Lançamento e promoção
Após o término da gravação de Rouge, seu lançamento ocorreu em 19 de agosto de 2002. As meninas compareceram a inúmeros programas de televisão para promover a obra, incluindo o Domingo Legal do dia 18 de agosto, marcando a sua primeira aparição como um grupo. A capa do álbum vinha coberta com glíter, uma estratégia da gravadora para driblar a pirataria. Na mesmo data de lançamento do disco, elas foram apresentadas à imprensa, tendo o seu primeiro videoclipe, da canção "Não Dá Pra Resistir", exibido pela primeira vez. Rouge foi também lançado na Argentina, no Peru e no Chile. No Popstars, do dia 31 de agosto, foi exibido as meninas gravando o videoclipe de "Ragatanga", além de ter mostrado-as fazendo seu primeiro pocket show, no Parque Dom Pedro Shopping, em Campinas, onde reuniram 10 mil pessoas. No mesmo dia, fizeram o seu primeiro show ao vivo, no Via Funchal, uma das maiores casas de espetáculos de São Paulo. "Hoje Eu Sei" foi inserida como trilha sonora da telenovela Jamais Te Esquecerei (2003), do SBT. "Não Dá Pra Resistir" foi tema de abertura da novela Pequena Travessa, do SBT.
Em outubro, ela seguiram para a Argentina, onde cumpriram atividades promocionais em programa de rádio e televisão. O grupo ainda obteve um especial de televisão, intitulado Rouge A História, exibido pelo SBT em dezembro, no qual os próprios membros narravam suas experiências e curiosidades em cada etapa de Popstars. No dia 14, do mesmo mês, estream sua primeira turnê, a Turnê Popstar, em apoio ao álbum, na casa de espetáculos ATL Hall, no Rio de Janeiro. Em 2 de fevereiro de 2003, foram atrações da quinta edição do Festival de Verão Salvador, onde se apresentaram para 32 mil pessoas, seu maior público até então. Além disso, seu primeiro álbum de remixes, intitulado Rouge Remixes, foi lançado em fevereiro, visando atrair o interesse do público de boates para o grupo, e incluiu remixes de várias faixas de Rouge realizadas pelos disco-jóqueis (DJs) Cuca e Memê.

## Singles

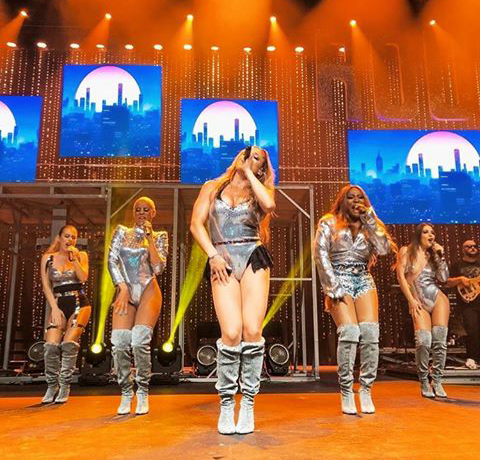
Rouge cantando "Beijo Molhado" durante a turnê Rouge 15 Anos (2018).

Durante a preparação do grupo no programa Popstars, a intenção da gravadora Sony Music era lançar a canção "Não Dá pra Resistir" como primeiro single. No programa do dia 6 de julho de 2002, as 24 candidatas receberam a canção para ensaio. No dia 19 de agosto, o grupo se apresentou à imprensa pela primeira vez com a exibição do clipe de "Não Dá pra Resistir", e no dia seguinte a canção foi enviada às rádios como primeiro single do álbum. Segundo a Sony Music, o intuito era fazer com que a canção alcançasse o topo das paradas. A canção se tornou um sucesso no Brasil, chegando a figurar também nas paradas de sucesso da Argentina, alcançando a posição de número 10. Em 22 de agosto "Nunca Deixe de Sonhar" foi liberado como single, trazendo a participação do grupo KLB. A faixa foi composta pelos irmãos especialmente para a girl band e serviu para impulsionar o álbum ao vivo deles, KLB: Ao Vivo (2002).
"Ragatanga" foi escolhido como terceiro single do álbum. Devido ao grande sucesso de sua versão em espanhol feito pelo trio Las Ketchup, a gravadora vislumbrou em "Ragatanga" um potencial sucesso, e a lançou rapidamente, e que segundo a redação da "Folha de Londrina", "ela praticamente atropelou a música "Não Dá pra Resistir", que foi concebida para ser o hit do grupo." A canção se tornou não só o maior sucesso do álbum, mas o maior sucesso da banda, alcançando e permanecendo na primeira posição nas rádios por 11 semanas. Meses após "Ragatanga" perder força nas rádios, o quarto e último single de Rouge foi lançado, a canção "Beijo Molhado", lançada como single de verão em 19 de janeiro de 2003. Em fevereiro, a canção alcançou a quarta posição no ranking das canções mais tocadas no Brasil.

## Lista de faixas
Todas as canções produzidas por Rick Bonadio.
| Edição padrão  |                                                                 |                                           |                                                                                           |         |  |
| N.º            | Título                                                          | Compositor(es)                            | Composição original                                                                       | Duração |  |
| 1.             | "Popstar"                                                       | Rick Bonadio Jaqueline Vargas             |                                                                                           | 3:42    |  |
| 2.             | "Não Dá pra Resistir" (Irresistible)                            | Milton Guedes                             | Kara Dioguardi Frederik Thomander Anders Wikstrom                                         | 2:57    |  |
| 3.             | "Ragatanga" (Asereje)                                           | Bonadio                                   | Francisco Manuel Ruiz Gomez                                                               | 3:22    |  |
| 4.             | "Beijo Molhado" (Strawberry Kisses)                             | Guedes                                    | Andy Marvel Jeff Franzel Marjorie Mayo                                                    | 3:30    |  |
| 5.             | "Hoje Eu Sei" (Just Another Day)                                | Bonadio                                   | Franne Golde Guy Roche Janette Jurado                                                     | 4:13    |  |
| 6.             | "Sou O Que Sou" (Say The Word)                                  | Bonadio Fúlvio Márcio                     | Tony Bruno Pam Shayne                                                                     | 3:27    |  |
| 7.             | "1.000 Segredos" (Come To Me)                                   | Márcio                                    | Eliot Kennedy Wendy Page Jim Marr Jorgen Eloffson                                         | 3:26    |  |
| 8.             | "O Que O Amor Me Faz"                                           | Bonadio Júlia Nascimento                  |                                                                                           | 3:37    |  |
| 9.             | "Depois Que Tudo Mudou"                                         | Bonadio Fernando Lopez Rossi Pablo Durand |                                                                                           | 3:25    |  |
| 10.            | "Deve Ser Amor" (That's What Love Is Like)                      | Dudu Falcão                               | Kennedy Mark Cawley Jodi Albert Michelle Barber Anika Bostelaar Linzi Martin Nikki Stuart | 3:51    |  |
| 11.            | "Quero Estar Com Você" (I Want To Be There)                     | Bonadio Márcio                            | Eric Silver Stephanie Bentley                                                             | 3:05    |  |
| 12.            | "Olha Só"                                                       | Bonadio Rossi Durand                      |                                                                                           | 4:01    |  |
| 13.            | "Te Deixo Tocar"                                                | Bonadio Adriana Maciel                    |                                                                                           | 3:51    |  |
| 14.            | "Nunca Deixe de Sonhar" (El Poder De Los Sueños (dueto com KLB) | Piska                                     | Alejandro Lerner                                                                          | 3:51    |  |
| Duração total: | Duração total:                                                  | Duração total:                            | Duração total:                                                                            | 50:39   |  |

## Desempenho comercial
Rouge vendeu 100 mil cópias em sua primeira semana de disponibilidade. De acordo com a Sony Music, em menos de três meses o disco já tinha vendido mais de 700 mil cópias, feito raro na época da pirataria, em parte, impulsionado pelo sucesso de "Ragatanga". Mais tarde, recebeu duas certificações de platina emitidas pela Pro-Música Brasil (PMB), após exceder 500 mil exemplares comercializados. Diferentes fontes estimam as vendas do CD em 1,25 milhão de cópias e 2 milhões de cópias.
Na semana do dia 12 a 18 de setembro de 2002, Rouge estreava na parada Hits – que compilava os álbuns mais vendidos em São Paulo e Rio de Janeiro –, de acordo com dados fornecidos pelo instituto Nelson Oliveira Pesquisa e Estudo de Mercado (NOPEM) e divulgados pela IstoÉ Gente; estreou na nona posição no primeiro citado e em quinto lugar no segundo. Na semana seguinte, subiu quatro posições em São Paulo e continuou na mesma posição no Rio de Janeiro. Na semana entre os dias 26 de setembro a 2 de outubro, o álbum já figurava no top três de ambos os estados; na segunda e terceira posição, respectivamente. Após a unificação do ranking, convertendo-se apenas nos discos mais vendidos do Brasil, assumiu a segunda colocação. Na semana do dia 9 a 15 de outubro, Rouge assumiu a liderança da parada; simultaneamente, a canção do grupo, "Ragatanga", também se tornou a mais tocada nas rádios. O álbum e a canção permaneceram no topo simultaneamente por mais oito semanas em suas respectivas listas, Após "Ragatanga" sair do topo, o álbum continuou liderando a tabela de álbuns por mais uma semana, posto em que totalizou dez semanas. Segundo um relatório divulgado pela PMB, Rouge foi o 2º disco mais adquirido no país em 2002, apenas atrás de Só para Baixinhos 3, de Xuxa. Tal feito levou o Jornal do Brasil a alcunhá-lo – junto ao auto-intitulado de Tribalistas –, de o "maior fenômeno" comercial que a indústria viu emergir naquele ano.
| País — Tabela musical (2002—2003) | Posição de pico |
| --------------------------------- | --------------- |
| Brasil (HITS)                     | 1               |
| Brasil - São Paulo (Nopem)        | 1               |

| País — Tabela musical (2002) | Posição |
| ---------------------------- | ------- |
| Brasil (Pro-Música Brasil)   | 2       |

| Região                                                                                 | Certificação | Vendas   |
| -------------------------------------------------------------------------------------- | ------------ | -------- |
| Brasil (PMB)                                                                           | 2× Platina   | 500,000^ |
| *vendas baseadas apenas na certificação ^distribuições baseadas apenas na certificação |              |          |